# Colle
Colle es una localidad española perteneciente al municipio de Boñar, en la provincia de León, comunidad autónoma de Castilla y León.
Tiene tres barrios separados: El barrio del obispo, la Viliella y Muriellos.
Colle y Llama forman un mismo anejo parroquial. Su iglesia parroquial está dedicada a San Vicente mártir.
Sede del antiguo condado de Colle (siendo además, cellero de la zona) estaba compuesto por los tres barrios de Colle, Llama, Grandoso, Felechas y Vozmediano, para los que nombraba juez ordinario el obispo de León.

## Historia
Así queda recogido Colle en la mitad del siglo XIX en el Diccionario que elaboró el por entonces ministro de hacienda Pascual Madoz: 

Lugar en la provincia y diócesis de León (7 leguas), partido judicial de La Vecilla (2), audiencia territorial y capitanía general de Valladolid (23), ayuntamiento de Boñar. SITUADO en el centro del valle de su mismo nombre; su CLIMA es frío, y sus enfermedades más comunes fiebres catarrales y pulmonías. Tiene unas 18 casas divididas en 3 barrios Muriellos, Viliella y del Obispo; escuela de primeras letras, común al lugar de LLamas, dotada con 10 fanegas de pan mediado, a que asisten 30 niños de ambos sexos; iglesia parroquial (San Vicente), matriz de LLama, servida por un cura de ingreso y libre colación; una capellanía con cargo de una misa semanal y residencia; una ermita (San Roman) en el barrio del Obispo, y buenas aguas potables. Confina N. Vozmediano; E. Felechas; S. Llama, y O. Grandoso a 3/4 de legua el mas distante. El TERRENO es de buena calidad y le fertilizan las aguas de un arroyo que baja de Vozmediano. Los CAMINOS locales y en mal estado; recibe la CORRESPONDENCIA de Boñar. PRODUCTOS: trigo, centeno, cebada, legumbres, lino, patatas y hortaliza; cría ganado vacuno, lanar, caballar y de cerda, y caza algunas perdices. POBLACIÓN: 17 vecinos., 80 almas. CONTRIBUCIÓN: Con el ayuntamiento.

## Geografía

### Ubicación
| Noroeste: Adrados | Norte: Vozmediano | Noreste: La Velilla de Valdoré |
| Oeste: Grandoso   |                   | Este: Felechas                 |
| Suroeste Veneros  | Sur: Llama        | Sureste: Llama                 |

## Demografía
Evolución de la población
| Gráfica de evolución demográfica de Colle entre 2000 y 2017        |
|                                                                    |
| Población de derecho (2000-2017) según el padrón municipal del INE |